# ニコラス・ブルッシーノ
ニコラス・ブルッシーノ  (Nicolás Brussino 1993年3月2日 - )は、アルゼンチン・サンタフェ州カニャーダ・デ・ゴメス出身のバスケットボール選手。ポジションはスモールフォワード。アルゼンチン代表。

## 来歴
2010年に国内リーグLNBのサンマルティン・デ・マルコス・フアレスでプロデビュー。1年目から50試合以上に出場するなど、主力として活躍した。2012年にレガータス・コリエンテスに移籍し、2012-13シーズンはリーグ優勝を経験。ブルッシーノは2015年のNBAドラフトにエントリーするも、指名外で終了。同年にCAペニャロールに移籍。1年間プレーし、59試合の出場で平均14.6得点 5.5リバウンド 3.1 アシスト 1.5 スティールという好成績を残した。

### NBAでのキャリア(2016-2017)
ブルッシーノはNBA選手を目指す為に2016年7月に渡米し、NBAサマーリーグにダラス・マーベリックスの一員として参加。同月7日にマーベリックスと3年契約を結び、念願のNBA選手となった。
NBAルーキーシーズンの2016-17シーズンは、54試合の出場で平均出場時間は約9分に止まったが、2017年4月4日のサクラメント・キングス戦では、NBA入り後初の先発出場を果たし、33分に出場しチーム最多の16得点を記録した。しかし7月20日、マーベリックスはブルッシーノの2年目の契約(チームオプション)を破棄し、契約を解消したと発表。2日後の22日、アトランタ・ホークスがウェーバーで獲得した。しかし、下位に低迷するホークスで出場機会を得られず、12月7日に解雇された。

### スペインでのキャリア(2018-)
2017年12月31日、CBグラン・カナリアと契約との契約を発表した。リーグ戦17試合出場し、平均15.8分の出場で、6.1得点、2.2リバウンドの成績、ユーロカップでは7試合出場し、平均16.1分の出場で、4.0得点、2.0リバウンド、1.0アシストの成績を残した。
2018年7月26日、CB 1939カナリアスとの契約を発表した。リーグ戦33試合出場し、16.5分の出場で、6.2得点、2.2リバウンド、1.2アシストの成績、バスケットボール・チャンピオンズリーグでは20試合に出場し、9.1得点、3.5リバウンド、1.7アシストという成績を残した。
2019年7月5日、バスケット・サラゴサ2002との契約を発表した。リーグ戦23試合出場し、平均21.7分の出場で、9.8得点、4.0リバウンド、1.7アシストの成績、プレーオフでは5試合出場し、12.0得点、4.8リバウンド、2.4アシスト、1.8スティールの成績、バスケットボール・チャンピオンズリーグでは19試合出場し、11.6得点、4.5リバウンド、1.7アシスト、1.3スティールという成績を残した。
2020年6月12日、サラゴサとの再契約を発表した。リーグ戦36試合出場し、1試合平均24.6分の出場で、11.0得点、3.6リバウンド、2.6アシスト、1.8スティールの成績、バスケットボール・チャンピオンズリーグでは15試合出場し、1試合平均24.6分の出場で、10.3得点、4.6リバウンド、4.2アシストという成績を残した。
2021年7月1日、CBグラン・カナリアへの復帰が発表された。

## アルゼンチン代表
2014年にFIBA南米選手権でアルゼンチン代表デビュー。翌2015年のリオデジャネイロオリンピック出場権を懸けたFIBA米大陸選手権にも出場し準優勝に貢献し、オリンピック出場に貢献した。 
2019年FIBAバスケットボール・ワールドカップのメンバーにも選出されている。 